# Antero Lehto
Pour les articles homonymes, voir Lehto.
Antero Lehto, né le 2 avril 1984, à Tampere, en Finlande, est un joueur finlandais de basket-ball. Il évolue au poste de meneur.

## Palmarès
- Championnat de Finlande 2010, 2011, 2014
- Coupe de Finlande 2013